# Martin Higgins
Martin Higgins (sinh năm 1879) là một cầu thủ bóng đá người Anh từng thi đấu ở vị trí wing half.